# Ikarus 272
Az Ikarus 272 egy 1978-as fejlesztésű prototípus autóbusz MAN 16240 FOC típusú alvázzal. Ajtóelrendezése 4-0-4.